# کلستریل اولئیل کربنات
کلستریل اولئیل کربنات (به انگلیسی: Cholesteryl oleyl carbonate) با فرمول شیمیایی C46H80O3 یک ترکیب شیمیایی با شناسه پاب‌کم 6364539 است. که جرم مولی آن ۶۸۱٫۱۳ گرم بر مول می‌باشد. 